# بول أوبازيلي
بول أوبازيلي (بالإنجليزية: Paul Obazele)‏، هُو ممثل ومُنتج نيجيري.

## وصلات خارجية
- بول أوبازيلي في قاعدة بيانات الأفلام على الإنترنت